# Heinrich von Wlislocki
Heinrich Adalbert von Wlislocki, född den 9 juli 1856 i Kronstadt, död den 19 februari 1907 i Bethlenszentmiklós, var en ungersk folklivsforskare.
Wlislocki undersökte på nära håll romernas liv, särskilt i Siebenbürgen, och författade många skrifter om deras språk, folklitteratur och etnografi. Bland dem kan nämnas Die Sprache der transsilvanischen Zigeuner (1883), Märchen und Sägen der transsilvanischen Zigeuner (1886) och Aus dem innern Leben der Zigeuner (1892). Även ungrarnas och sina stamförvanters, de siebenbürgska tyskarnas, "sachsarnas", folkliv och folktro gjorde han till föremål för studier och skrifter.